# André Mba Obame
André Mba Obame est un homme politique gabonais, né le 15 juin 1957 à Médouneu, chef-lieu du département du Haut-Komo dans le nord du Gabon et mort le 12 avril 2015 à Yaoundé au Cameroun.
Plusieurs fois ministre sous la présidence d'Omar Bongo Ondimba et considéré comme un sécurocrate du régime, il se présente comme indépendant à l'élection présidentielle de 2009 à la mort de celui-ci et arrive en seconde position derrière Ali Bongo Ondimba selon les résultats officiels. Il conteste la régularité de l'élection et revendique la victoire, puis se proclame président le 25 janvier 2011, ce qui lui vaut d'être accusé de haute trahison par le gouvernement. Malade depuis plusieurs années, André Mba Obame est décédé le 12 avril 2015 à Yaoundé.

## Biographie
Né le 15 juin 1957 à Médouneu dans le département du Haut-Komo, d'ethnie fang, André Mba Obame fait ses études primaires à l’école catholique de Médouneu. Il poursuit ses études secondaires au petit séminaire Saint-Kizito d’Oyem, au séminaire Saint-Jean à Libreville puis au lycée national Léon Mba.
Diplômé de l'Université Laval et de l'Université Panthéon-Sorbonne, il est docteur en science politique.
Victime d'une sciatique paralysante et d'un accident vasculaire cérébral, André Mba Obame parcourt, à la fin de sa vie, plusieurs capitales étrangères afin de suivre un traitement adapté.

## Carrière politique
En 1984, alors âgé de 27 ans, après avoir été l’un des principaux animateurs de l’opposition gabonaise à Paris (dans le « Mouvement de redressement national » - MORENA), il est reçu en audience le jour de son retour au Gabon par Omar Bongo Ondimba, président de la République gabonaise, qui l’intègre dans son cabinet. André Mba Obame n'a jamais intégré la fonction publique.
Il joue néanmoins un rôle majeur dans la vie politique de son pays ; il se rapproche d'Ali Bongo Ondimba qui envisage déjà de constituer le groupe des « Rénovateurs » au sein du Parti démocratique gabonais. Ils sont considérés comme des amis très proches, et André Mba Obame a d'ailleurs été le témoin de mariage d’Ali Bongo en 2000 lors de son union avec Sylvia Valentin.
Après la conférence nationale de 1990, qui voit l’instauration officielle du multipartisme au Gabon, il rentre au gouvernement et prend successivement les portefeuilles du ministère de l'Agriculture, celui des Droits de l'Homme et des Relations avec les Assemblées.
En 1991, il quitte le Gouvernement pour des raisons constitutionnelles, la constitution gabonaise interdisant à tout Gabonais âgé de moins de 35 ans d’occuper des fonctions ministérielles.
En 1996, il est élu député du premier siège du département du Haut-Komo.
Son retour au gouvernement intervient en 1997, aux fonctions de ministre des Relations avec les Institutions constitutionnelles, porte-parole du gouvernement.
En février 1999, à la suite de l’élection présidentielle de 1998 et au remaniement gouvernemental qui s'ensuit, il est nommé ministre de l’Éducation nationale, porte-parole du gouvernement jusqu’en janvier 2002, date à laquelle il occupe les fonctions de ministre de la Solidarité nationale, des Affaires sociales et du Bien-être.
Après l'élection présidentielle de 2005, il arrive au ministère de l’Intérieur, de la Sécurité et de l’Immigration. Son passage s'illustre par l'attaque du siège de l'Union du peuple gabonais (UPG) de Pierre Mamboundou le 21 mars 2006, qu'il justifie par la recherche d'armes de guerre, l'arrestation des leaders de la société civile le 30 décembre 2008 et la répression des manifestations syndicales. Plusieurs figures de la société civile gabonaise sont interpellées dont les journalistes Gaston Asseko et Léon Dieudonné Koungou, ainsi que les activistes Grégory Ngbwa Mintsa, Marc Ona Essangui et Georges Mpaga. Il est également fortement critiqué par la presse après avoir proposé de vendre à la Guinée équatoriale l'île de Mbanié, revendiquée par celle-ci depuis 1972, inhabitée mais donnant potentiellement accès à des réserves de pétrole.
À la suite de la mort du président Omar Bongo Ondimba, le 8 juin 2009, Mba Obame affirme que la succession présidentielle suivra strictement la voie constitutionnelle, contrairement « aux plans machiavéliques attribués à une personne ou à une autre, en particulier au ministre de la Défense », en référence aux fortes suppositions d'une succession d'Ali Bongo à son père.
Dans le nouveau gouvernement, constitué le 19 juin 2009, il tient le poste de ministre de la Coordination et du Suivi de l'action gouvernementale. Jean-François Ndongou lui succède au ministère de l'Intérieur le 24 juin.

### Élection présidentielle de 2009 et conséquences
Peu après la nomination d'Ali Bongo comme candidat du PDG, André Mba Obame prononce un discours à l'hôpital Quiron (Espagne), là même où le défunt président était hospitalisé. Dans ce discours du 17 juillet 2009, intitulé « Appel de Barcelone », il se porte candidat à l'élection présidentielle anticipée du 30 août 2009. Il déclare qu'après vingt-cinq ans d'apprentissage et de collaboration étroite aux côtés d'Omar Bongo Ondimba, il savait avoir été préparé à la tâche.
Le 23 juillet 2009, comme trois autres ministres candidats, André Mba Obame n'est pas reconduit dans ses fonctions ministérielles,.
Aux élections, Mba Obame arrive officiellement second. Il ne reconnaît pas les résultats et revendique la victoire.
Il fonde l’Union nationale (UN) le 20 avril 2010, un nouveau parti d’opposition né de la fusion de trois partis :
- le Mouvement africain de développement (MAD) de Pierre Claver Zeng Ebome avec Jean Eyéghé Ndong, ancien Premier ministre ;
- le Rassemblement national des républicains (RNR), avec Jean Ntoutoume Ngoua ;
- l’Union gabonaise pour la démocratie et le développement (UGDD) avec Zacharie Myboto, Bruno Ben Moubamba, Casimir Oyé Mba et Paulette Missambo.

La nouvelle formation politique est présidée par Zacharie Myboto. André Mba Obame et Gérard Ella-Nguéma occupent respectivement le secrétariat exécutif et le secrétariat exécutif adjoint. Tous les autres hauts dirigeants (Zeng-Ébome, Éyéghé-Ndong, Ntoutoume-Ngoua, Ben-Moumbaba, Casimir Oyé Mba) occupent des postes de vice-président.
La diffusion sur France 2, les 9 et 16 décembre 2010, du documentaire Françafrique de Patrick Benquet réveille les accusations de fraude électorale : André Mba Obame aurait gagné l’élection présidentielle de 2009 avec 42 % des voix contre 37 % pour Ali Bongo Ondimba.
Le 25 janvier 2011, disant prendre exemple sur Alassane Ouattara, reconnu vainqueur de l'élection présidentielle ivoirienne de 2010, ainsi que sur la révolution tunisienne de 2010-2011, André Mba Obame, dans un discours diffusé sur sa chaîne de télévision privée TV+, revendique à nouveau la victoire aux élections, se proclame président de la République, prête serment à la Constitution et forme son gouvernement. Le gouvernement d'Ali Bongo réagit en estimant qu'il avait « violé gravement » la constitution et le poursuit pour « crime de haute trahison ».
Obame et son gouvernement se réfugient le même jour dans les bâtiments du Programme des Nations unies pour le développement (PNUD) à Libreville et réclament la reconnaissance de leur légitimité par le Secrétaire général des Nations unies, Ban Ki-moon. Le ministre de l'Intérieur d'Ali Bongo, Jean François Ndongou, annonce la dissolution du parti Union Nationale ; en outre, Mba Obame devrait perdre son immunité parlementaire et être jugé. Les opposants sortent finalement du PNUD le 27 février et regagnent leurs domiciles.

## Maladie et décès
En 2011, on lui diagnostique, semble-t-il, une hernie discale postéro-latérale ayant entraîné une sciatique paralysante et hyperalgique. Après une opération en Afrique du Sud, sa rééducation se révèle plus compliquée que prévu. Il sera, par la suite, victime d’un accident vasculaire cérébral qui va accélérer la dégradation de sa santé. Mais ce diagnostic n'a pas été confirmé par l'intéressé, qui parlait, à ce propos, « d'attaques mystiques ».
En 2013, il quitte le Gabon pour plusieurs mois de soins médicaux à Tunis. Son exil médical va le conduire à Niamey, au Niger, où il séjourne jusqu’à son arrivée à Yaoundé, début 2015. Il décède le 12 avril 2015 à Yaoundé, des suites de sa maladie.

## Publication
- André Mba Obame, Réponse à une imposture, Paris, Les éditions du Jaguar, 2005, 126 p. (ISBN 2-86950-385-7)